# Pritlikavi planet
Pritlikavi planet je po definiciji Mednarodne astronomske zveze manjše nebesno telo, ki je v tiru okrog Sonca, ima zadostno maso, da zaradi lastne gravitacije premaga toge materialne sile in s tem privzame hidrostatično ravnovesno (približno okroglo) obliko, ni izpraznilo okolice svojega tira in ni naravni satelit. Cerera se nahaja v pasu planetoidov med Marsom in Jupitrom, medtem ko se Erida in Pluton nahajata v Kuiperjevem pasu (onkraj Neptunovega tira). Dolgo so imeli Pluton za planet in ne za pritlikavi planet.
Potrjeni pritlikavi planeti v našem Osončju so:
- Cerera
- Pluton (plutoid)
- Erida (plutoid)
- Makemake (plutoid)
- Haumea

Trenutno je v Osončju znanih še dvanajst teles, ki bi se jih lahko po gornji kategoriji uvrstilo med pritlikave planete, vendar še niso potrjena.